# シビル・ウォー
『シビル・ウォー』（英: Civil War）は、マーク・ミラー作、スティーブ・マクニーブン画の同名の短期シリーズ7作を中心にしたマーベル・コミックにおけるクロスオーバーイベントである。2006年から2007年にかけて出版され、過去のクロスオーバー、特に『アベンジャーズ・ディスアッセンブル』、『ハウス・オブ・M』、『ディシメーション』、『シークレット・ウォー』を発展させたイベントを元にしている。
シリーズのキャッチフレーズは「Whose Side Are You On?（君はどちらの味方だ?）」である。

## 概要
シビル・ウォーのストーリーの前提には、アメリカ合衆国が施行したスーパーヒューマン登録法 (Superhuman Registration Act) という架空の法律が関わっている。同じような法律はこれまでも物語上の仕掛けのひとつとして、X-メン（アンキャニィ・X-メン）、DCコミックスのウォッチメンおよびニュー・フロンティア、パワーズ、Mr.インクレディブルなどでも用いられていたが、ポップカルチャーの象徴とされるような超人キャラクター達を永久的に変えてしまうようなスケールでは決して行われなかった。
この法律は、アメリカ合衆国内において超人的能力を持つ者に対し、連邦政府への登録（当局に自身の正体を明かすことを含んでいる）と、適切なトレーニングを課すものである。この法に従う者にはS.H.I.E.L.D.のために働くことで、他の合衆国の公務員のように給与や利益を得るという選択肢も与えられる。
この法律の施行により、マーベルユニバースの超人たちは二つの派閥に分かれることになった。1つは登録を責任ある義務としてこれに賛成する者たちと、市民としての権利と彼らのシークレット・アイデンティティ（秘密の正体）がもたらす防御力を削ぐ物だとしてこれに反対する者たちである。この法律を奴隷制の一形態とみなす者たちもおり、また、公正であり、戦士たちが実行しなければならない方法とみなす者たちもいた。
このアイディアはマーク・ミラー、ブライアン・ミシェル・ベンディス、ブライアン・ヒッチの会話から生まれたものである。作中でのキャラクターたちがどちら側につくかの決定はタイトルの『シビル・ウォー（直訳すると「市民の間の戦争」、つまり「内戦」の意。特にアメリカ合衆国では、定冠詞の「the」を付けると南北戦争を指す。）』になぞらえている。シリーズは911と米国愛国者法の結果として起こることの寓意的なコメンタリーとして読まれることがある。

## あらすじ
ティーン・ヒーローチーム「ニューウォリアーズ」のメンバーたち（ナイトスラッシャー、ネイモリータ、スピードボール、マイクローブ）はリアリティ番組が撮影される中コネチカット州スタンフォードでコバルトマン、スピードフリーク、コールドハート、ニトロの4名と戦った。その最中に自らを爆発させる能力を持つニトロが周囲を巻き込む大爆発を起こし、小学生やニューウォリアーズのメンバーを含む600人以上の死者を出した。他のスーパーヒーロー達がスタンフォードに駆けつけ生存者を捜索したがニューウォリアーズで生き残ったのはスピードボール唯一人であった。
市民に超人達の存在を危険視する意見が大きくなり、ニューウォリアーズで活動していないメンバー達は一方的に人殺し呼ばわりされた。チームから距離を置いていたヒンドサイト・ラッドはネット上に彼等の正体を暴露し、幾人かが攻撃される。ニューウォリアーズ以外の超人にも市民の怒りの矛先が向かい、ヒューマントーチ（ファンタスティック・フォーのひとり）が市民の襲撃で重傷を負う。
アイアンマン主導のもと、議会は素早く『スーパーヒューマン登録法(SHRA),6 U.S.C. § 558, 』を可決し超人的能力を持つ全ての人間に合衆国（アメリカ）政府への登録とリスト化、スーパーヒーローとして活動を望む者にはトレーニングを課した。同法は先天的に超人的能力を持った者、科学や魔法によって能力を得たもの（宇宙人や神々を含む）、科学兵器を使っている普通の人間（アイアンマンなど）に適用される。連邦法の施行は州の犯罪規定（ニューヨーク州の刑法40章120条120節及びカリフォルニア州の刑法245節(d)）の修正を引き起こした。
この法律に反対する超人たちを捕えるS.H.I.E.L.D.のストライクフォースへの参加をキャプテン・アメリカは拒否。その後彼は逃亡し、レジスタンスチーム「シークレットアベンジャーズ」を組織した。ハーキュリーズ（チャンピオンズの一員。ギリシャ神話のヘラクレス）、ファルコン、アイアンフィスト（当時はデアデビルの替え玉を演じていた）、ルーク・ケイジ、ヤングアベンジャーズが参加して地下活動を開始。アイアンマン、Mr．ファンタスティック、ヘンリー・ピム（アントマン＝ジャイアントマン）、シー・ハルクは登録法に賛成。一方スパイダーマンは記者会見で自らマスクを脱ぎ、同法の支持を表明したが、これに対しドクター・ストレンジはどちらの派閥にも属さないことを望み、アイアンマンとMr.ファンタスティックに二度と彼（スパイダーマン）のところへ訪れないことを伝えて立ち去った（政府はドクター・ストレンジを同法から免除すると宣言している）。
かくして政府の後ろ盾を得たヒーロー達は登録していない超人達を狩り立て、拘留または登録を強いて行った。シークレットアベンジャーズは「社会の敵」と成り果て、
ニック・フューリーが用意した極秘のセーフハウスを転々としながらスーパーヴィラン達を逮捕し続け（大体は彼等を縛って当局へ残していった）、且つ捕われた超人達を載せたコンボイを優れた連携の元 襲撃し、超人達を解放していた。ある日ヤンシーストリート（登録法に反対する市民たちの温床）にコンボイが迂回し、偶々そこにいたザ・シング（ファンタスティック･フォーのひとり。本名ベン・グリム）は古い友人を訪ねていただけであったのに騙されて群衆を宥める破目となった。さらにヤンシーストリートのギャングの若者が暴力によって命を落とし、グリムは両陣営に失望して故郷のフランスへと去って行ってしまう。
シークレットアベンジャーズは偽のエマージェンシー・コールに誘き出され、登録賛成派によって待ち伏せされる。不利な戦いを強いられる中、賛成派の援軍として「プロジェクト・ライトニング」（ソーの毛髪から作られたクローン）が加わる。ゴライアス（ビル・フォスター）の前に立ち塞がったソーのクローンは電撃を放って彼を殺害。キャプテン・アメリカは自軍に全員退却を命じ、スー・リチャーズ（ファンタスティック･フォーのひとり。インビジブル・ウーマン。Mr.ファンタスティックの妻）はエネルギーシールドを張って、集合したシークレットアベンジャーズを守り、彼等の脱出を手助けした。
ビル・フォスターの死は両陣営を激しく揺さ振った。スタチューとナイトホークは政府に投降し、登録に従った。ヒューマン・トーチとインビジブル・ウーマンは逆に登録法反対派に移籍する。アントマンは戦力増強のために、投獄されたスーパーヴィランを強制的に従わせ「サンダーボルツ」（かつて元ヴィランによって構成された偽ヒーローチーム）を再結成させた。
スパイダーマンはネガティブゾーン（ファンタスティック・フォーが発見した異次元世界）にある収容キャンプ42を見学する許可を要求し、現場を訪れた。結果、アイアンマンが捕らえた反対派のヒーローを投獄していることを知り、彼は登録法賛成派に加わったのは間違いだったと考えグループからの離脱を試みた。だが、脱退をしようとしたスパイダーマンにアイアンマンその人が立ち塞がる。スパイダーマンは脱出に成功するが、S.H.I.E.L.D.が派遣したサンダーボルツがスパイダーマンを捕らえ、サンダーボルツのメンバー内にスパイダーマンと因縁のある者がいたこともありスパイダーマンは酷く打ちのめされてしまう。その後パニッシャーがスパイダーマンを助け出し、シークレットアベンジャーズのセーフハウスへと運んで行く。スパイダーマンは怪我を回復させると同時にシークレットアベンジャーズへ参加し、登録法との戦いを誓う声明を出した。
のちにパニッシャーもシークレットアベンジャーズに加勢を申し出たが、彼はその理由に心境の変化があったと主張。（「登録したヒーロー達の働きにより犯罪率は大幅に減少したが、政府が登録法を押し進める目的から悪名高い殺人者達の多くをサンダーボルツとして雇い入れる決定をしたことが、これまで隠れていた自分を表の社会に出る気を起こさせた」というのが彼の言い分であった。） シークレットアベンジャーズのメンバーの多くは悪人を問答無用で殺害するパニッシャーを加勢させることに反対したが、キャプテン・アメリカは先々のことを考え、渋々ながら彼を受け入れた。
パニッシャーはキャップの指令で、ネガティブゾーン監獄に囚われたヒーロー達を解放する計画のために、ある設計図を求めてバクスター･ビルディング（ファンタスティック・フォーの本部）へ潜入し、スー・リチャーズは、ネイモア・ザ・サブマリナーにシークレットアヴェンジャーズへの助力を請うため、海底王国アトランティスへ赴いた。この時、現場に密かに合流したスーパーヴィランのゴールドバグ(Goldbug)とプランデラー(Plunderer)がシークレットアヴェンジャーズに加わろうとしたが、例によってパニッシャーが皆の前で二人を即処刑したため、これに怒ったキャプテン･アメリカはパニッシャーをシークレットアベンジャーズから外してしまう。
シークレットアベンジャーズ、新たに加わったストーム、ブラックパンサーはネガティブゾーン監獄へ押し入ったが、既にハルクリングがハンク・ピムに成り済まして監獄に潜入しており、収容されたヒーローたちを独房から解放して戦いに参加させる。
ドクター・ストレンジは瞑想の中でウォッチャーのウアトゥ（全宇宙の歴史を非干渉で観察する異星人の一人）と話し合い、ウアトゥは「何故、その計り知れない力を紛争の解決に役立てないのか」と尋ねた。ドクター・ストレンジはウアトゥに対して「人類の内紛に対して自分は干渉する権利を持たないが、この犠牲が人類に恩恵を与え、流される血が最も少なくなるように祈る」ことを約束する。
最終決戦が始まった。クロークが出入り口が閉鎖されようとしているネガティブゾーンから唯一の出口があるニューヨークへ戦闘要員をテレポートさせ、市街地でヒーロー同士の大乱戦が始まる。ネイモア・ザ・サブマリナーとアトランティスの軍勢がシークレットアベンジャーズに加勢し、チャンピオンズとソーのクローン、キャプテン・マーベルがアイアンマン側に助太刀。Mr.ファンタスティックはタスクマスターが放った弾丸からインビジブル・ウーマンを庇い、ハーキュリーズがソーのクローンを撃破。ザ・シングは一般市民を戦闘の巻き添えから護る為にフランスから帰還。キャプテン・アメリカとアイアンマンは1対1の対決に入る。
キャプテン・アメリカがアイアンマンにとどめを刺そうとした時、警官隊とEMT、消防隊員が彼を取り押さえようとする。キャプテン・アメリカは、戦闘で破壊された市街を見、「この戦いが『自分が護ろうとしていた人々』に身勝手な考えと理想を押し付けてしまっていた」という現実とその犠牲の大きさを悟り、自らマスクを脱いで投降。その際にシークレットアベンジャーズへ退却を命じた。

## 余波
- 合衆国大統領はスーパーヒューマン登録法の対象者で登録を行った者たちに対して恩赦を与えた。
- トニー・スターク（アイアンマン）はS.H.I.E.L.D.の長官に就任。一方のマリア・ヒルは長官補佐に降格させられた。
- 全米50州の知事は最終的に全ての州にスーパーヒーローチームを結成した。
- カナダでは第3次オメガフライトが招集された。
- マイティアベンジャーズが新たなチームとして結成された。
- 一部のヒーローたちは法に従うより国外へ亡命することを選んだ。うち幾人かのヒーローたちは地下に潜伏し、その中にはニューアベンジャーズ（ルーク・ケイジ、スパイダーマン、スパイダーウーマン、アイアンフィスト、ドクター・ストレンジ、ローニン（クリント・バートン）、エコー、ウルヴァリン）も含まれている。
- ゴライアス、バンタム、タイプフェイス、スティルトマンは紛争中に殺害された。
- ミュータント達はエグゼビア高等教育院（Institute for Higher Learning）で対ミュータントロボットのセンチネル軍団の監視付きで自由活動を許可された。ビショップはX-メンを脱退し、the Office of National Emergency (O*N*E)にオフィス付きの高い身分でオファーを受けた。
- J・ジョナ・ジェイムソン(JJJ)はスパイダーマンことピーター・パーカーを解雇し、詐欺行為で告訴した。暗黒街の顔役キングピンは、スパイダーマンと彼が愛する者たちの殺害を請け負った。ある狙撃者はスパイダーマン本人を仕損じたものの、ピーターの叔母であるメイ・パーカーを重体に陥らせた。その後の物語は『スパイダーマン: ワン・モア・デイ』へとつながる。
- Mr.ファンタスティックとインビジブルウーマンはファンタスティック・フォーをしばらく抜けて、結婚関係の修復を行うこととし、ブラックパンサーとストームがF4の代理メンバーとなった。
- ファイアスターは引退。
- キャプテン・マーベルが現在に戻ってきた。
- スピードボールの能力が劇的に変化し、彼は新たなサンダーボルツのメンバー「ペナンス」となった。
- 再構成されたニューウォリアーズが出現し、かつてのウォリアーズのほとんどは The Initiative Program の一部となった。
- 「アニヒレーション」事件で地球を離れていたノヴァが帰還し、彼が創立時から所属していたチームであるニューウォリアーズのほとんどが死に、イニシアチブをとるかどうかを決めてしまったことを知り、サンダーボルツと戦った。

## 刊行の遅れ
マーベルは2006年8月にアーティストのスティーブ・マクニーブンとの和解のために核となる「シビル・ウォー」の本が数か月先送りになることを発表した。issue#4は1か月遅れで9月にリリースされ、#5は2か月遅れの11月にリリースされた。さらに、さまざまなタイ-イン・ブック（ミニシリーズ「Civil War: Front Line」と他のコミックスのタイインイシューを含んでいる）は話の展開を明かさないために数か月遅らされた。
11月にマーベルはCIvil War#6の12月20日に予定していた発売の延期を発表し、2週間後の1月4日にずれこんだ。過去の例とは違ってパニッシャー・ウォージャーナル#2だけが延期された。
最後の予定変更でCivil War #7は2週間（1月17日から31日へ）延期になり、直後に2月21日まで更に延期になった。

## 製作者の視点
シビル・ウォー#7出版後、Newsaramaとのインタビューでマーク・ミラーはイベントを「人々が自由を安全と交換したために、星条旗を身にまとった人が鎖にしばられる物語」と説明しており、いくばくかの政治的な寓話が表現されていることを認めているが、本の真の焦点はスーパーヒーローたちが互いに戦い合うことであるとした。「The Ultimates」と対比して、ミラーは「『シビル・ウォー』は自分自身どうにもならなくなったので、偶然政治がらみのものになった。と述べている。
ミラーはまた、マーベルの当初のマーケッティングに反して両陣営が読者にとって平等に表現されていないという認識について質問を受けた。彼は返答としてシビル・ウォーの核となる部分で「全体を通してトニーの方が良い者として描かれている」と説明したが、「タイイン（抱き合わせで売られる本）の方では彼らを少し悪魔化している。」とも言った。

## 評価
シビルウォーがリリースされると批評家からは様々な評価を受けた。コミックブックラウンドアップは、このシリーズに6.5の平均評価を与えた。
IGNは偉大なコミックブックイベントの1つに本作を挙げ、WatchMojoはTop 10 Avelgers Comic You You Readのリストで本作を6位にランク付けした。

## トレード・ペーパーバック
トレード・ペーパーバック(en:Trade paperback (comics))として出版されたもの。

- Straczynski, J. Michael; Bendis, Brian Michael (2007年2月). ロード・トゥ・シビル・ウォー. Illustrated by Alex Maleev. マーベル. ISBN 0785119744
- Bendis, Brian Michael (2007年2月). ニュー・アベンジャーズ Vol 5: シビル・ウォー. Illustrated by Howard Chaykin, Olivier Coipel. マーベル. ISBN 0785122427
- Reed, Brian (2007年3月). ミズ・マーベル Vol 2: シビル・ウォー. Illustrated by Roberto De La Torre, Mike Wieringo. マーベル. ISBN 0785123040
- Gray, Justin; Palmiotti, Jimmy (2007年4月). ヒーローズ・フォー・ハイア Vol 1: シビル・ウォー. Illustrated by Billy Tucci. マーベル. ISBN 0785123628
- Millar, Mark (2007年4月). シビル・ウォー TPB. Illustrated by Steve McNiven. マーベル. ISBN 078512179X
- Nicieza, Fabian (2007年4月). シビル・ウォー: サンダーボルツ. Illustrated by Tom Grummett. マーベル. ISBN 0785119477
- Jenkins, Paul (2007年4月). シビル・ウォー: フロントライン, Book 1. Illustrated by Ramon F. Bachs. マーベル. ISBN 0785123121
- Straczynski, J. Michael (2007年4月). シビル・ウォー: アメイジング・スパイダーマン. Illustrated by Ron Garney. マーベル. ISBN 0785122370
- Hine, David (2007年4月). シビル・ウォー: X-メン. Illustrated by Yanick Paquette. マーベル. ISBN 078512313X
- Fraction, Matt (2007年4月). パニッシャー・ウォージャーナル Vol 1: シビル・ウォー. Illustrated by Ariel Olivetti. マーベル. ISBN 0785127755
- Straczynski, J. Michael (2007年4月). シビル・ウォー: ファンタスティック・フォー. Illustrated by Mike McKone. マーベル. ISBN 0785122273
- Wells, Zeb (2007年5月). シビル・ウォー: ヤング・アベンジャーズ and Runaways. Illustrated by Stefano Caselli. マーベル. ISBN 0785123172
- Guggenheim, Marc (2007年5月). シビル・ウォー: ウルヴァリン. Illustrated by Humberto Ramos. マーベル. ISBN 0785119809
- Brubaker, Ed (2007年5月). シビル・ウォー: キャプテン・アメリカ. Illustrated by Mike Perkins, Lee Weeks. マーベル. ISBN 0785127984
- Aguirre-Sacasa, Roberto (2007年5月). シビル・ウォー: ピーター・パーカー, スパイダーマン. Illustrated by Clayton Crain, Angel Medina. マーベル. ISBN 0785121897
- Jenkins, Paul (2007年5月). シビル・ウォー: フロントライン, Book 2. Illustrated by Ramon F. Bachs, Steve Lieber. マーベル. ISBN 0785124691
- David, Peter; Nicieza, Fabian (2007年5月). シビル・ウォー: X-メン ユニバース. Illustrated by Dennis Calero, Staz Johnson. マーベル. ISBN 0785122435
- Tieri, Frank (2007年5月). シビル・ウォー: ウォー・クライムス. Illustrated by Staz Johnson. マーベル. ISBN 078512652X
- Hudlin, Reginald (2007年5月). ブラックパンサー: シビル・ウォー. Illustrated by Scot Eaton, Manuel Garcia, Koi Turnbull. マーベル. ISBN 0785122354
- Various (2007年5月). シビル・ウォー コンパニオン. Illustrated by Various. マーベル. ISBN 0785125760
- Brubaker, Dan; Slott, Dan; Jenkins, Paul; Fraction, Matt; Oeming, Michael Avon (2007年6月). シビル・ウォー: マーベル ユニバース. Illustrated by Lee Weeks, Tom Raney, Paul Smith, Leinil Francis Yu, David Aja, Phil Hester, Scott Kolins, Ty Templeton. マーベル. ISBN 0785124705
- Brubaker, Ed; Knauf, Charlie; Knauf, Daniel; Hudlin, Reginald (2007年6月). シビル・ウォー: アイアンマン. Illustrated by Mike Perkins. マーベル. ISBN 0785123148

## タイイン
- 「ニューアヴェンジャーズ イルミナティ・スペシャル」(New Avengers Illuminati Special)
- 「ファンタスティック・フォー」536-537号(Fantastic Four #536-537)
- 「アメイジング・スパイダーマン」529-531号(Amazing Spider-Man #529-531)
- 「シビル・ウォー オープニングショット・スケッチブック」(Civil War Opening Shot Sketchbook)

### Civil War#1
- 「マーベル・スポットライト」ミラー／マクニーブン特集号(Marvel Spotlight Millar/McNiven)
- 「シビル・ウォー フロントライン」1号(Civil War Frontline #1)
- 「シーハルク」8号(She-Hulk #8)
- 「ウルヴァリン」42号(Wolverine #42)
- 「アメイジング・スパイダーマン」532号(Amazing Spider-Man #532)

### Civil War#2
- 「サンダーボルツ」103号(Thunderbolts #103)
- 「シビル・ウォー フロントライン」2-3号(Civil War Frontline #2-3)
- 「アメイジング・スパイダーマン」533号(Amazing Spider-Man #533)
- 「ニューアヴェンジャーズ」21号(New Avengers #21)
- 「ファンタスティック・フォー」538号(Fantastic Four #538)
- 「ウルヴァリン」43号(Wolverine #43)
- 「Xファクター」8号(X-Factor #8)
- 「サンダーボルツ」104号(Thunderbolts #104)
- 「ケーブル＆デッドプール」30号(Cable & Deadpool #30)

### Civil War#3
- 「シビル・ウォー：X-メン」1-2号(Civil War: X-Men #1-2)
- 「ケーブル＆デッドプール」31号(Cable & Deadpool #31)
- 「Xファクター」9号(X-Factor #9)
- 「ニューアヴェンジャーズ」22-23号(New Avengers #22-23)
- 「ブラックパンサー」18号(Black Panther #18)
- 「ウルヴァリン」44-45号(Wolverine #44-45)
- 「ヤングアヴェンジャーズ＆ランナウェイズ」1-2号(Young Avengers and Runaways #1-2)
- 「デイリービューグル・スペシャルエディション シビル・ウォー」(Daily Bugle Special Edition: Civil War)
- 「シビル・ウォー フロントライン」4-5号(Civil War Frontline #4-5)
- 「アメイジング･スパイダーマン」534号(Amazing Spider-Man #534)
- 「ファンタスティック・フォー」539号(Fantastic Four #539)
- 「ミズ・マーベル」6-7号(Ms. Marvel #6-7)
- 「サンダーボルツ」105号(Thunderbolts #105)
- 「ヒーローズ・フォー・ハイアー」1号(Heroes for Hire #1)
- 「シビル・ウォー ファイルズ」(Civil War Files)
- 「フレンドリー・ネイバーフッド・スパイダーマン」11-13号(Friendly Neighborhood Spider-Man #11-13)
- 「センセーショナル・スパイダーマン」28-34号(Sensational Spider-Man #28-34)

### Civil War#4
- 「ウルヴァリン」46-47号(Wolverine #46-47)
- 「シビル・ウォー：X-メン」3-4号(Civil War: X-Men #3-4)
- 「アメイジング･スパイダーマン」535号(Amazing Spider-Man #535)
- 「シビル・ウォー フロントライン」6-7号(Civil War Frontline #6-7)
- 「ヤングアヴェンジャーズ＆ランナウェイズ」3-4号(Civil War Young Avengers and Runaways #3-4)
- 「ヒーローズ・フォー・ハイアー」2-3号(Heroes for Hire #2-3)
- 「ケーブル＆デッドプール」32号(Cable & Deadpool #32)
- 「キャプテン・アメリカ」22-23号(Captain America #22-23)
- 「ファンタスティック・フォー」540号(Fantastic Four #540)
- 「ミズ･マーベル」8号(Ms. Marvel #8)
- 「ニューアヴェンジャーズ」24-25号(New Avengers #24-25)
- 「シビル・ウォー チュージング・サイズ」(Civil War: Choosing Sides)
- 「ブラックパンサー」21号(Black Panther #21)
- 「アイアンマン」13号(Iron Man #13)

### Civil War#5
- 「アイアンマン」14号(Iron Man #14)
- 「アメイジング･スパイダーマン」536-538号(Amazing Spider-Man #536-538)
- 「シビル・ウォー フロントライン」8-9号(Civil War Frontline #8-9)
- 「ウルヴァリン」48号(Wolverine #48)
- 「パニッシャー ウォー・ジャーナル」1号(Punisher War Journal #1)
- 「ブラックパンサー」22-23号(Black Panther #22-23)
- 「キャプテン・アメリカ」24号(Captain America #24)
- 「シビル・ウォー：ウォークライム」(Civil War: War Crimes)
- 「アイアンマン／キャプテン・アメリカ：カジュルティーズ・オブ・ザ・ウォー」(Iron Man Captain America: Casulties of the War)
- 「ファンタスティック・フォー」541号(Fantastic Four #541)
- 「ウィンター・ソルジャー：ウィンター・キルズ」(Winter Soldier: Winter Kills)
- 「ムーンナイト」7-10号(Moon Knight #7-10)
- 「ゴーストライダー」8-11号(Ghost Rider #8-11)
- 「フレンドリー・ネイバーフッド・スパイダーマン」14-16号(Friendly Neighborhood Spider-Man #14-16)
- 「シビル・ウォー・ファイルズ」(Civil War Files)

### Civil War#6
- 「シビル・ウォー・フロントライン」10号(Civil War Frontline #10)
- 「パニッシャー　ウォー・ジャーナル」2-3号(Punisher War Journal #2-3)
- 「ブレイド」5号(Blade #5)
- 「シビル・ウォー：ザ・リターン」(Civil War: The Return)
- 「ブラックパンサー」24号(Black Panther #24)
- 「ファンタスティック・フォー」542号(Fantastic Four #542)

### Civil War#7
- 「アメイジング・スパイダーマン」538号(Amazing Spider-Man #538)
- 「ブラックパンサー」25号(Black Panther #25)

### Civil Warエピローグ
- 「シビル・ウォー　フロントライン」11号(Civil War Frontline #11)
- 「キャプテン・アメリカ」25号(Captain America #25)
- 「ファンタスティック・フォー」543号(Fantastic Four #543)
- 「シビル・ウォー・ポスターブック」(Civil War Poster Book)
- 「シビル・ウォー：ザ・コンフェッション」(Civil War: The Confession)
- 「シビル・ウォー：ザ・イニシアティブ」(Civil War: The Initiative)
- 「シビル・ウォー：バトルダメージ・レポート」(Civil War: Battle Damage Report)
- 「マーベル･スポットライト:シビル・ウォー・アフターマス」(Marvel Spotlight Civil War Aftermath)
- 「マーベル･スポットライト:キャプテン・アメリカ・リメンバード」(Marvel Spotlight: Captain America Remembered)

## 関連しているがリストに載っていないもの
- The 2006 Eternals relaunch has the Civil War play a fairly present background in the setting with Sprite appearing in pre-registration PSAs. 3号ではアイアンマンはSersiに登録する気を起こさせた。6号ではアイアンマンとハンク・ピムはエターナルズにもう一度登録させようと試みたが、断られた。最終的に、Zurasはエターナルズは人類に干渉するつもりは全くなく、一連の出来事とは没交渉でいることを説明し、アイアンマンは妥当な折衷案としてそれを認めた。
- 『デアデビル』87号はワンショット『シビル・ウォー: チュージングサイズ』につながっている。
- 『ニュー・X-メン』28号および『シーハルク』9号は間接的だが強く巻き込まれている。
- 『ブラックパンサー』19-20号（World Tour）では、ブラックパンサーがドクター・ドゥーム、そしてインヒューマンズとシビル・ウォーに関して議論した。（マーケティングの間違いのため公式のタイインとしてリストに加えられていない。）
- 格子柄の背景や、『Not part of a Marvel Comics event』という文言、がカードを掲げて『Mark Millar licks goats』と読んでいる様子を含んだNextwave: Agents of H.A.T.E.#11のカバーはCivil Warのパロディになっている。
- 『スパイダーマン＆パワーパック』3号（2007年3月）にはMarc Sumerak作、Chris Glarrusso画の「Civil Wards」というタイトルのパロディがある。
- ロバート・カークマンの『マーベル・チームアップ』の最終巻はアイアンマンとともにワシントンに旅立つピーター・パーカーで始まっている。
- 2006年のミニシリーズ『ユニオンジャック』3号でもまたトニー・スタークとピーター・パーカーのワシントンへの旅が言及されている。
- 『インクレディブル・ハルク』100号にはMr.ファンタスティックのクローン・ソーへの関与について、12ページのバックアップストーリーが含まれている。
- 『アニヒレーション』（Anihilation）4号で、地球出身のヒーローであるノヴァがシビル・ウォーの事を知り、ヒーローたちが（団結してアニヒラスの脅威に立ち向かわずに）とった行動に失望した。

## 日本語版
ヴィレッジブックスより発売。
- シビル・ウォー（2011年9月28日発売） ISBN 978-4-86332-343-8

訳出されたのは本編に相当するCIVIL WARの#1-#7のみであり、大まかな事件の流れは追うことができるが、個々のヒーローの内的葛藤はほとんど描かれていない。
- ニューアベンジャーズ：シビル・ウォー（2012年10月20日発売）ISBN 978-4-86491-014-9

NEW AVENGERS#20-#25、及びシビル・ウォーには無関係の『ニューアベンジャーズ』アニュアル#1を収録。
以下は、書店流通では販売されずヴィレッジブックスウェブショップの7冊セット予約通販とAmazonの限定数販売のみ。そのためISBNコードは存在しない。後に2016年6月に映画公開に合わせて一般発売された。
- ロード・トゥ・シビル・ウォー（2013年3月末）

New Avengers: Illuminati、Amazing Spider-Man #529-531、Fantastic Four #536-537
- アメイジング・スパイダーマン:シビル・ウォー（2013年4月末）

Amazing Spider-Man #532-538
- キャプテン・アメリカ:シビル・ウォー（2013年5月末）

Captain America #22-24、the Winter Soldier: Winter Kills
- アイアンマン:シビル・ウォー（2013年6月末）

Iron-Man #13-14、the Iron-Man/Captain America:Casualties of War and Civil War、the Confessuion
- ウルヴァリン:シビル・ウォー（2013年7月末）

Wolverline #42-48
- パニシャー・ウォー・ジャーナル:シビル・ウォー（2013年8月末）

Punisher War Journal #1-4、Punisher War Journal Black & White
- シビル・ウォー:X-MENユニバース（2013年9月末）

Cable & DeadPool #30-32,X-Factor #8-9